# Zollbeschau
Die Zollbeschau ist eine im Güterverkehr angewandte körperliche Prüfung von Waren durch den Zoll. Sie dient als Möglichkeit der Überprüfung einer angenommenen Zollanmeldung und ist eine Maßnahme der zollamtlichen Prüfung. Die Beschau erfolgt zumeist an einem Zollamt oder einer Abfertigungsstelle. Sie wird von Abfertigungsbeamten des jeweils zuständigen Landes durchgeführt. Dabei wird die Ware auf Menge und/oder Beschaffenheit untersucht. Nach der Gestellung muss diese nicht körperlich geprüft werden, allerdings hat die Zollstelle das Beschaurecht. Man unterscheidet zwischen Teil- und Vollbeschau.
Die Zollbeschau wird aus folgenden Gründen angeordnet:
- Zweifel über Richtigkeit der Zollanmeldung
- Veranlassung einer Stichprobe aufgrund Überwachung

## Beschauarten
- Mengenbeschau
- Beschaffenheitsbeschau
- Tarifbeschau
- Wertbeschau
- Fleischbeschau